# ويليام إم. غاردنر
ويليام إم. غاردنر (بالإنجليزية: William M. Gardner)‏ هو عسكري أمريكي، ولد في 8 يونيو 1824 في أوغستا في الولايات المتحدة، وتوفي في 16 يونيو 1901 في ممفيس في الولايات المتحدة.

## وصلات خارجية
- ويليام إم. غاردنر على موقع إن إن دي بي (الإنجليزية)